# سیارک ۶۵۸۹۴
سیارک ۶۵۸۹۴ (به انگلیسی: 65894 Echizenmisaki، نامگذاری:1998BO48) شصت و پنج هزار و هشتصد و نود و چهارمین سیارک کشف شده‌است که در ۳۰ ژانویه ۱۹۹۸ کشف شد.